# Тквирі
Тквирі (груз. ტყვირი) — село в Грузії.
За даними перепису населення 2014 року в селі проживає 524 осіб.